# Карл III (Аквитания)
Вижте пояснителната страница за други личности с името Карл III.
Карл III Детето (на латински: Karolus puer; на френски: Charles l'Enfant; * ок. 849, Франкфурт на Майн; † 29 септември 866, чифлик до Бюзансе, Аквитания) е крал на Каролингското Кралство Аквитания от 855 до 866 г.

## Биография
Той е вторият син на Карл II и на Ирментруда Орлеанска. По-малък брат е на Луи II Заекващия.
През октомври 855 г. Карл е избран, помазан и коронован от аквитанските велможи в Лимож за под-крал на Аквитания.
Карл се жени през 862 г. без съгласието на баща си и се развежда през 863 г. Съпругата му е вдовица на граф Хумберт от Бурж. Той умира 866 г. от епилепсия и няма деца.